# 日産・Sプラットフォーム
日産・Sプラットフォームは、日産自動車がかつて使用していた後輪駆動（FR）車用のプラットフォームである。

## 概要
1975年（昭和50年）に発売された2代目（S10型）シルビア以来、シルビアとその派生車種であるガゼールおよび180SXでのみ使用された。もともとはB210型サニーのシャーシをベースとしたもので、2002年（平成14年）のS15型シルビアの生産終了まで、改良を重ねつつ使われ続けた。

## 採用車種
- シルビア（S10、S110、S12、S13、S14、S15）
  - ガゼール
  - 240RS
  - 180SX/200SX/240SX